# Alexandre Arnault
Pour les articles homonymes, voir Arnault.
Alexandre Arnault, né le 5 mai 1992 à Neuilly-sur-Seine, est un homme d'affaires français, fils de Bernard Arnault, l'actionnaire majoritaire du groupe de luxe LVMH, et de la pianiste canadienne Hélène Mercier.
Il a exclusivement dirigé des entreprises du groupe LVMH, en occupant successivement les postes de directeur général de la marque de bagages haut de gamme Rimowa de 2016 à 2021, puis vice-président exécutif de l'entreprise de joaillerie Tiffany & Co. depuis 2022.

## Biographie

### Famille
Alexandre Arnault est le fils de Bernard Arnault, propriétaire du groupe de luxe LVMH, et de la pianiste québécoise Hélène Mercier. Il a deux frères cadets, Frédéric et Jean Arnault, il est aussi le demi-frère de Delphine Arnault et Antoine Arnault.

### Formation
Élève au lycée Saint-Louis-de-Gonzague puis au lycée Louis-le-Grand, Alexandre Arnault est diplômé de Télécom Paris (2013-2015) et titulaire d'un master de l'École polytechnique (2015-2016), selon certaines sources. Selon le répertoire officiel et exhaustif des diplômés des grandes écoles françaises, il est diplômé de ECOM et IFP[source insuffisante].

### Carrière
Il commence sa carrière par des stages chez McKinsey et KKR.
En 2016, LVMH rachète 80 % de la marque allemande de bagages de luxe Rimowa et le nomme co-directeur général de Rimowa aux côtés de Dieter Morszeck, dès 2017. Selon certains proches, c'est lui qui a directement piloté l'acquisition ainsi que les négociations pendant deux ans,,,. Le 6 mars 2017, il inaugure l'ouverture du flag ship Rimowa à Paris et en 2019, il installe le premier magasin de la marque à Milan. Il met en place des partenariats avec Supreme et off-white. Il dirige Rimowa pendant 4 ans,.
En avril 2019, il est nommé administrateur du groupe Carrefour à la place de son père, jusqu'à la revente des parts de Carrefour détenues par Agache, la holding familiale, en septembre 2021,.
En janvier 2021, il quitte Rimowa et devient le nouveau vice-président exécutif des produits et de la communication du joaillier Tiffany & Co., tout juste acquis par LVMH,. En mars 2023, Fast Company classe Tiffany&Co. dans le top 10 des 50 entreprises les plus innovantes au monde en 2023, et attribue la croissance du groupe, "en grande partie" à Alexandre Arnault.
En mars 2022, le magazine Forbes pose la question de savoir si Alexandre Arnault a bénéficié d'informations privilégiées dans une procédure d'acquisition de NFT, l'information ayant ensuite été démentie par son porte-parole,.
En janvier 2025, une enquête de BFM Business faisant état de l'échec[C'est-à-dire ?] d'Alexandre Arnault à la tête de Tiffany, en raison de choix stratégiques personnels contestés en interne, aurait fait l'objet d'une « censure » appuyée par Rodolphe Saadé (le propriétaire de BFM) à la demande de LVMH.
Le 19 mai 2025, il est reçu à la Maison-Blanche par le président américain Donald Trump à l’occasion d’une remise de médailles fabriquées par Tiffany & Co. Félicité par le président américain, il prononce ensuite un discours dans le Bureau ovale. 

## Vie privée
Alexandre Arnault épouse en octobre 2021 Géraldine Guyot à Venise, à l'occasion d'une cérémonie rassemblant des personnalités venues du monde entier comme Jay-Z et Beyoncé, Roger Federer ou encore David Guetta. Pour cette occasion, un concert privé du rappeur américain Kanye West a lieu.
En mars 2023, à 30 ans, il fait l’acquisition d’un appartement penthouse de 370 mètres carrés à New York dans le quartier de Tribeca pour 18 millions de dollars américains,.
Il est aussi DJ, connu sous le nom de DJ Double A et joue du piano,.